# 마이클 올리버
마이클 올리버(영어: Michael Oliver, 1985년 2월 20일 ~ )는 잉글랜드의 축구 심판이다. 잉글랜드 프리미어리그 심판 가운데 가장 최연소 나이에 심판진을 맡았다. 현재까지 FIFA나 프리미어리그(EPL)을 관장하고 있는 주심이다.